# Selecció catalana de futbol sala femenina
La Selecció catalana de futbol sala femenina representa en competicions internacionals la Federació Catalana de Futbol Sala.
Participa en campionats oficials des de l'any 2004. L'any 2008 van guanyar el Campionat del Món disputat a Reus.

## Participacions internacionals
Campionat del Món
| Any   | Posició   | J | G | E | P | GA | GC |
| ----- | --------- | - | - | - | - | -- | -- |
| 2008  | Campiones | 5 | 4 | 0 | 1 | 15 | 6  |
| Total |           | 5 | 4 | 0 | 1 | 15 | 6  |

| Any   | Posició | J | G | E | P | GA | GC |
| ----- | ------- | - | - | - | - | -- | -- |
| 2013  | Setenes | 4 | 2 | 0 | 2 | 8  | 6  |
| Total |         | 4 | 2 | 0 | 2 | 8  | 6  |

Campionat d'Europa UEFS
| Any   | Posició              | J                    | G                    | E                    | P                    | GA                   | GC                   |
| ----- | -------------------- | -------------------- | -------------------- | -------------------- | -------------------- | -------------------- | -------------------- |
| 2004  | Subcampiones         | 4                    | 3                    | 0                    | 1                    | 13                   | 5                    |
| 2007  | No hi van participar | No hi van participar | No hi van participar | No hi van participar | No hi van participar | No hi van participar | No hi van participar |
| 2009  | 3a posició           | 4                    | 1                    | 0                    | 3                    | 15                   | 8                    |
| 2011  | 3a posició           | 4                    | 2                    | 1                    | 1                    | 13                   | 7                    |
| Total |                      | 12                   | 6                    | 1                    | 5                    | 41                   | 20                   |

## Integrants de la selecció

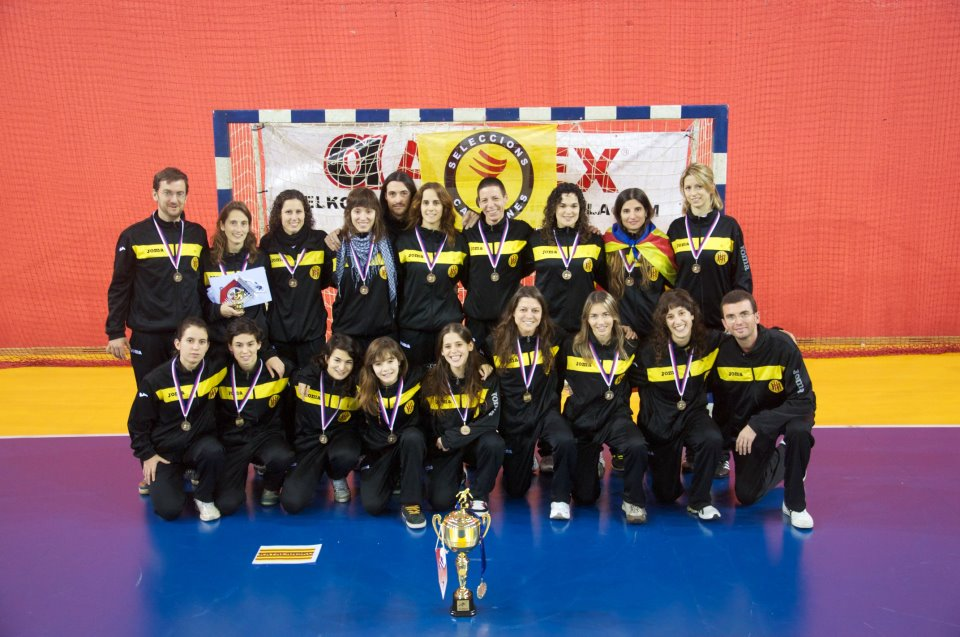

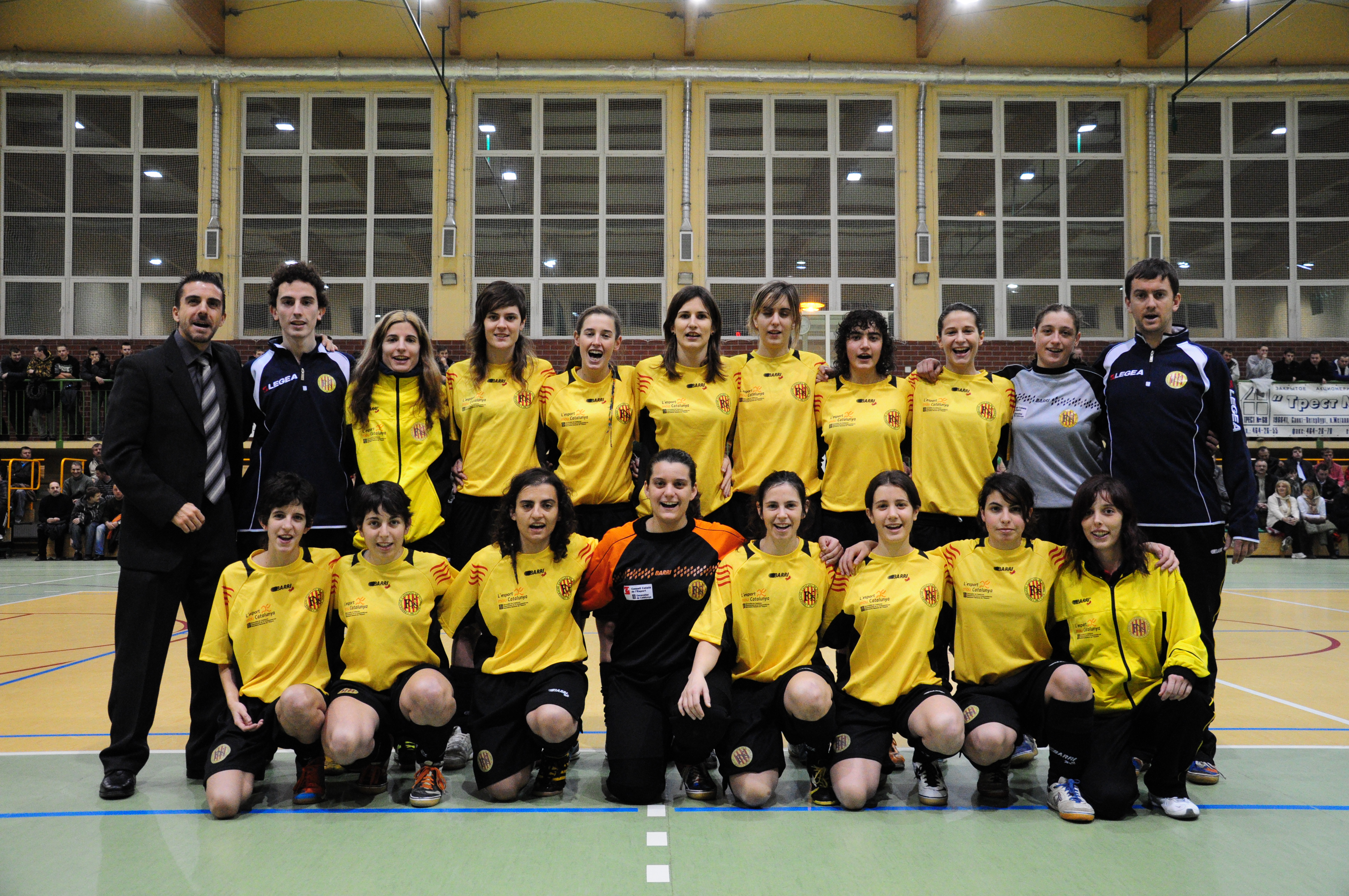

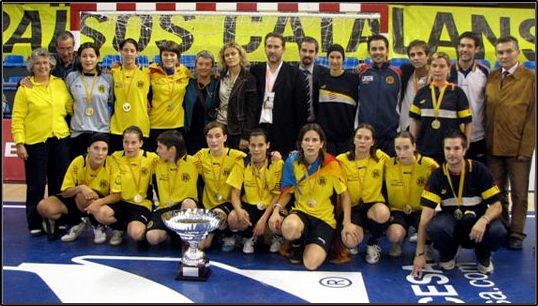

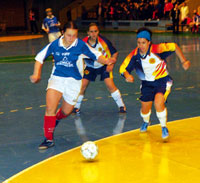

Selecció al Campionat d'Europa 2011
| #  | Nom                   |
| -- | --------------------- |
| 1  | Leticia Illa          |
| 2  | Carolina Jiménez      |
| 3  | Núria Alcalde         |
| 4  | Deidre Céspedes       |
| 5  | Cristina Seguer       |
| 6  | Sonia Àlvarez         |
| 7  | Cristina Moreno       |
| 8  | Carolina Juliench     |
| 9  | Alejandra Mateu       |
| 10 | Judit Peran           |
| 11 | Cristina Gómez Arquer |
| 12 | Ester Gómez           |
| 13 | Mònica Bernabé        |
| 14 | Anna Munné            |

- Seleccionador: Toni Marchal